# Austrolimnophila (Austrolimnophila) echidna echidnoides
Austrolimnophila (Austrolimnophila) echidna echidnoides is een ondersoort van de tweevleugelige Austrolimnophila (Austrolimnophila) echidna uit de familie steltmuggen (Limoniidae). De ondersoort komt voor in het Afrotropisch gebied.